# Moncerf-Lytton
Montcerf-Lytton è un comune del Canada, situato nella provincia del Québec, nella regione di Outaouais.